# Fachadismo

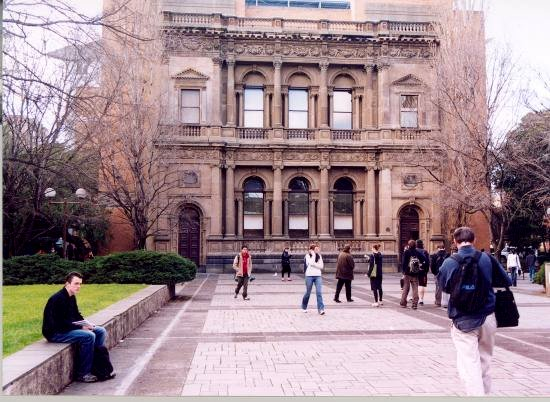
Um dos primeiros exemplos de fachadismo. O prédio do Old Commerce na Universidade de Melbourne é a fachada realocada de um banco da Collins Street que foi sobreposta na frente de um "novo" prédio do campus na década de 1930

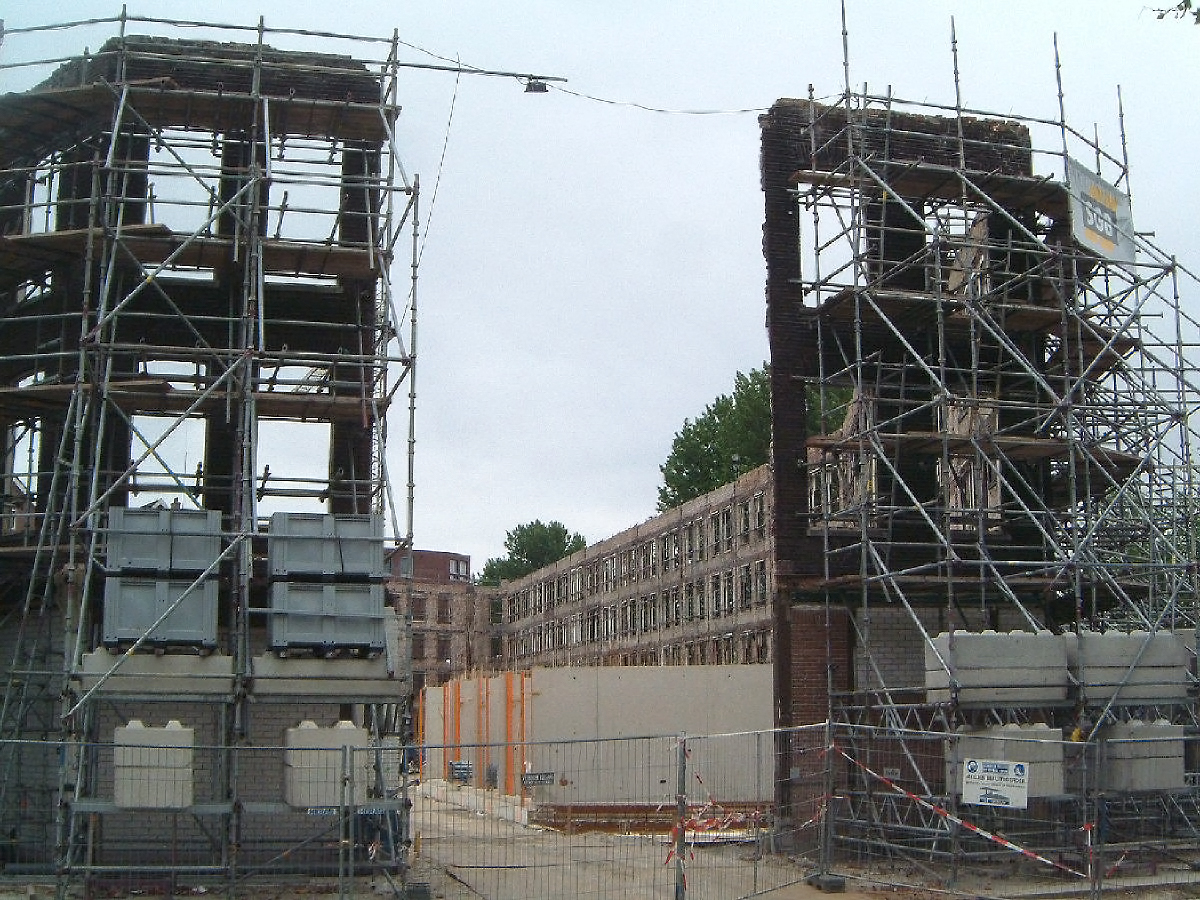
Preservação de fachada do século XIX, Noordereiland, Rotterdam

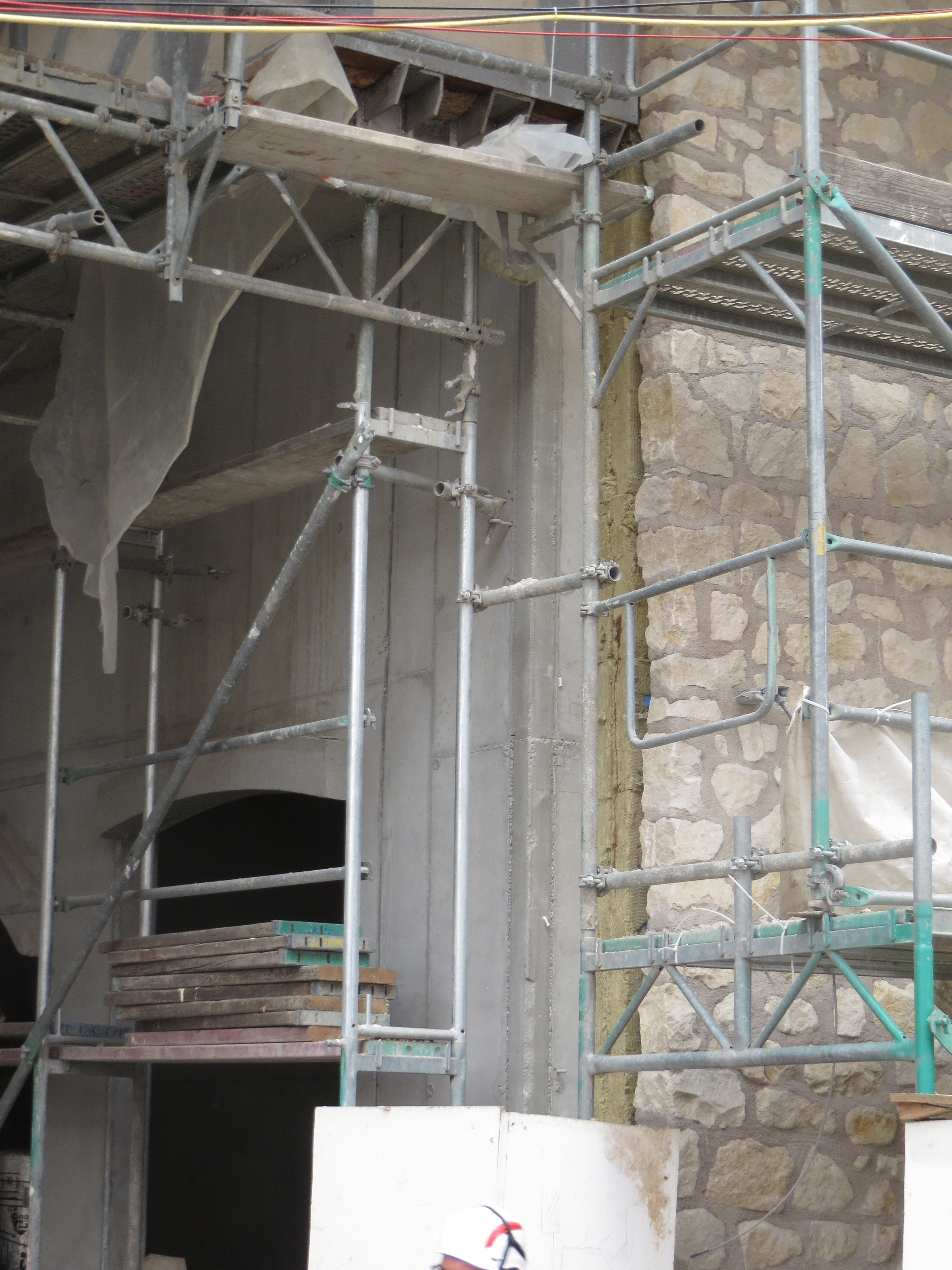
Fachada reversa: nova construção com uma fachada de aparência antiga pendurada na frente de uma parede de concreto fundido, como construída no Projeto Dom-Römer em Frankfurt am Main

Fachadismo é a prática arquitetônica e de construção em que a fachada de um edifício é projetada ou construída separadamente do resto do mesmo, ou quando apenas a fachada de um edifício é preservada com novos edifícios erguidos atrás ou ao redor dele.
Existem razões estéticas e históricas para preservar as fachadas dos edifícios. O fachadismo pode ser a resposta à inutilização do interior de um edifício, por exemplo, sendo danificado por um incêndio. Em áreas em desenvolvimento, no entanto, a prática é às vezes usada por incorporadores imobiliários que buscam reconstruir um local como um compromisso com preservacionistas que desejam preservar edifícios de interesse histórico ou estético. Pode ser considerado como um compromisso entre preservação histórica e demolição e, portanto, tem sido elogiado e condenado.[carece de fontes?]
Às vezes, há uma linha tênue entre reforma, reutilização adaptativa, reconstrução e fachadismo. Às vezes, os edifícios são renovados a ponto de serem "esfolados", preservando-se apenas a cobertura externa, e usados para fins diferentes daqueles para os quais foram originalmente destinados. Embora isso seja equivalente ao fachadismo, a diferença normalmente é a retenção das estruturas do telhado e/ou do piso, mantendo uma ligação confiável com o edifício original. Em contraste, o fachadismo geralmente envolve a retenção de apenas uma ou duas paredes de frente para a rua para fins puramente estéticos e decorativos. O fachadismo é uma prática na arquitetura pós-moderna atingindo seu auge na segunda metade do século XX. A técnica da arquitetura de recuo ou pódio dá uma ilusão de integridade ao edifício original, separando visualmente o antigo do novo, ajudando a mitigar efeitos de farsa, como pisos e janelas que não se alinham ou um choque dramático de estilos.
Os críticos rotulam a prática como uma farsa arquitetônica, alegando que às vezes resulta em parte do prédio se tornar um folly.

## Distribuição e medidas de controle
Apesar de ser altamente controverso e denunciado por muitos preservacionistas como vandalismo, o fachadismo é usado porque a demanda por novos desenvolvimentos está oprimindo os desejos da comunidade de preservação. O fachadismo aparece com frequência em cidades onde há uma forte pressão por novos desenvolvimentos.
Embora a polêmica prática do fachadismo seja encorajada pelos governos em algumas cidades (como Toronto e Brisbane), é ativamente desencorajada em outras (como Paris e Sydney).
Os pódios arquitetônicos são frequentemente vistos por alguns arquitetos como uma solução para este problema e são permitidos como parte das estruturas de planejamento em áreas de patrimônio urbano.

### Políticas internacionais
A prática do fachadismo tem o potencial de entrar em conflito com as cartas internacionais do ICOMOS. A Carta de Veneza, artigo 7, afirma que: "Um monumento é inseparável da história que testemunha e do cenário em que ocorre. A mudança total ou parcial de um monumento não pode ser permitida, exceto quando a salvaguarda do mesmo. monumento assim o exija ou quando justificado por interesses nacionais ou internacionais de suma importância".

### Por país

#### Austrália
Na Austrália, a Carta de Burra, que estabelece os princípios e procedimentos a serem seguidos na conservação de locais de patrimônio, não possui políticas que tratem especificamente do fachadismo. No entanto, requer que todos os aspectos da importância de um lugar sejam compreendidos e retidos tanto quanto possível. Muitos governos locais têm políticas de patrimônio, mas enquanto alguns alertam especificamente contra o fachadismo, outros não.

##### Sydney
A cidade central de Sydney exibia vários exemplos de edifícios históricos reduzidos a fachadas como parte do boom de desenvolvimento dos anos 1980. A manutenção de apenas duas fachadas de rua do Colonial Mutual Building de 1890 em Martin Place em 1976 para permitir uma torre de escritórios atrás é provavelmente o primeiro exemplo de fachadismo na Austrália e estabeleceu um precedente para a década seguinte. O mais notório foi o tratamento dispensado ao North British Hotel de 1850 na Loftus Street em 1983, onde a fachada insípida do prédio de escritórios se erguia da fachada conservada e tinha recebido os andares extras com base na preservação. Em 2018, um novo empreendimento em um local maior viu sua demolição completa, observando que não era oficialmente protegido por patrimônio. Muitos armazéns e edifícios industriais na área central da cidade foram reformados na década de 1980, alguns deixados sustentados por anos após o boom de construção no início dos anos 1990. Novos controles de patrimônio introduzidos em NSW permitem a listagem de interiores, e muitos agora são, e as diretrizes de patrimônio da cidade de Sydney assumem a retenção de todos os edifícios que são listados como patrimônio e, portanto, houve poucos exemplos de fachadismo desde meados de 1990.

##### Melbourne
Na cidade de rápido crescimento de Melbourne, o fachadismo se tornou muito comum. O edifício do Old Commerce na Universidade de Melbourne foi um exemplo muito antigo datado da década de 1930, no entanto, este foi um caso de salvar uma elaborada fachada de banco de pedra, realocando-a para a Universidade de Melbourne e reconstruída como parte de um novo edifício (que foi demolido e substituída em 2014 com a fachada deixada no lugar).
Com a introdução de controles de patrimônio na década de 1980, e batalhas patrimoniais de alto nível sobre uma série de edifícios de grande escala da CDB, uma política de compromisso evitando o fachadismo foi geralmente adotada. A parte frontal, muitas vezes com cerca de dez metros de profundidade da frente de um edifício, foi mantida, com recuo de desenvolvimento mais alto atrás da parte retida. Collins Street em 1984 e o desenvolvimento do grupo Olderfleet em 1986 foram exemplos de destaque.
O fachadismo ainda ocorreu em alguns exemplos, notavelmente no T & G Building na Collins Street, onde paredes de dez andares em duas fachadas foram erguidas em 1990, permitindo um edifício completamente novo atrás, mas com a mesma altura e níveis de piso das fachadas.
No início do século XXI, com o aumento das pressões de desenvolvimento e a introdução de políticas de incentivo ao desenvolvimento residencial de alta densidade, novos controles não específicos na cidade central e uma série de decisões no Tribunal Civil e Administrativo de Victoria, a retenção apenas de fachadas tornou-se mais e mais comum. No início de 2010, edifícios industriais, filas de lojas e pubs de esquina tradicionais em todo o centro e centro da cidade eram rotineiramente reduzidos a uma fachada (e geralmente algumas paredes laterais para manter a aparência de um "edifício tridimensional"), para permitir novos residenciais construção atrás e acima. Em 2012, a enorme Myer Store na Lonsdale Street na cidade foi reduzida a uma fachada escorada altamente visível para permitir a construção de um shopping center. A preocupação foi expressa por grupos de patrimônio em 2013 de que a tendência foi longe demais, e a cidade de Melbourne iniciou o processo de introdução de novas diretrizes para a cidade central que restringiriam tais práticas.

##### Brisbane
Em Brisbane, onde o controle do patrimônio não existia até 1992, muitos edifícios históricos foram perdidos completamente, apesar da oposição pública nas décadas de 1970 e 80, e o facadismo foi visto como um compromisso aceitável pelo Conselho Municipal de Brisbane. O Myer Centre, concluído em 1988, foi considerado um "sucesso" patrimonial, mantendo as fachadas de vários edifícios, incluindo o Hotel Carlton (1885), o New York Hotel (1860) e a Newspaper House. Outro exemplo notório foi o Queensland Country Life Building (1888), que foi reduzido a uma fachada em 1991 e deixado como um remanescente por muitos anos até que um empreendimento foi construído em 2006. Diretrizes para locais no Registro do Patrimônio de Queensland em nível estadual, entretanto, exigem que os interiores especificamente levados em consideração.

#### Canadá
No Canadá, todas as jurisdições nos níveis federal, provincial, territorial e municipal adotaram os Padrões e Diretrizes para a Conservação de Lugares Históricos no Canadá, que — embora não seja explícito — não recomenda o fachadismo como boa prática de conservação. Em geral, os projetos que abordaram projetos usando fachadismo são considerados como tendo perdido sua integridade e valor. No entanto, o fachadismo é muito comum, especialmente em Toronto: por exemplo, em 2017 as fachadas do McLaughlin Motor Car Showroom foram desmontadas e reerguidas como parte do desenvolvimento do edifício Burano.